# 大正メビウスライン
『大正メビウスライン』（たいしょうメビウスライン）は、LoveDeliveryより2012年12月21日に発売された成人向けボーイズラブゲーム。日本の大正末期を舞台にして、シナリオ重視の作品であり、ファンタジー、ホラー、グロテスクなど要素を展開している。また、ファンディスク『大正メビウスライン 帝都備忘録』が2015年12月18日に発売。
2014年2月27日にdramatic createよりPlayStation Portable版『大正メビウスライン PORTABLE』が発売された。
2015年4月27日にはパピレスの電子書籍サイトで絵ノベルという形態を配信している。
2016年1月28日にdramatic createよりPlayStation Vita版『大正メビウスライン Vitable』が発売、2017年8月24日には『帝都備忘録』のPlayStation Vita版『大正メビウスライン 帝都備忘録 ハレ』が発売された。
2017年には『大正メビウスライン ちっちゃいさん』のタイトルで、5分枠の短編テレビアニメが放送された。
2021年1月28日には『Vitable』と『帝都備忘録 ハレ』を収録したNintendo Switch版『大正メビウスライン 大全』がdramatic createより発売された。

## 解説
大正時代を舞台に、霊の見える青年と異能の人々の出会いを描いたアドベンチャーゲーム。
本作はシナリオを重視した作品となっており、共通ルートが文庫本1冊分なのに対し、キャラクター1人分のシナリオは文庫本2冊分程度の分量であり、合計で9冊分の分量になり、いつになったら終わるのかわからなかったとシナリオライターの中条ローザはインタビューで振り返っている。
また、せんべいを食べたり飴をなめたりする場面では、本物の飲食物を用いて演じてもらったと、ディレクターの御雄幸路は話している。
PSP版では本編における表現の変更を最小限にとどめているほか、後日談や伊勢兄弟とのイベント、新規シナリオ等が追加されている。

## 登場人物
※ 声の表記は、PC版 / PSP版・アニメの声優の順。

### メインキャラクター
柊京一郎（ひいらぎ きょういちろう）
声 - 鯱矛太郎 / 内匠靖明
本作の主人公。幼い時にある病気にかかって以来、死霊が見えるようになっていた青年。
帝國大学に入学するため郷里の桃木村から上京し、帝都の伯父(母の兄)の元に身を寄せる。
両親からノブレス・オブリージュの精神を教え込まれている。
酒を飲むと暴れる。御雄は、ギャップのあるキャラクターを目指したと話しており、共通A・Bルートとキャラクターの個別ルートとでは言動や性格付けが著しく異なっている。
好物はせんべい。
ミサキ
声 - オイリーはな / 花田光
京一郎に近づき、軍部にかかわらぬよう警告する長髪の男性。謎めいている半面ぶっきらぼうだが、頼りになる。
なお、ミサキという名前は本名ではない。
時雨（しぐれ）
声 - 泉菊之介 / 三浦祥朗
京一郎に興味を抱く人物。
白を基調とした忍者のような装束で、五本の刀を帯刀している。
かつて軍部の五本刀に所属していたが、組織ごと軍部から追放されて以来、軍部と対立している。
千家伊織（せんげ いおり）
声 - 四ツ谷サイダー / 興津和幸
国のために死霊を用いた計画を立てている軍部関係者。軍部の中でも急進派と言える存在である。
神職十四家を束ねる立場にある有能な人物で、自身もまた特殊な能力を持っている。

### 大日本帝國陸軍特殊遊軍部隊
館林開（たてばやし かい）
声 - 十利須我里 / 日野聡
死霊の見える人物。大日本帝國陸軍特殊遊軍部隊を指揮するが、ゲーム開始時は軍人の位を返上している。
モデルは乃木希典。
伊勢馨（いせ かほる）
声 - 藤城和真 / 赤羽根健治
館林の部下。負傷した弟を心配しているが、弟に依存している。冷静な人物だが、怒ると怖い。
初期案では、弟に負い目を感じさせないようにと、健常者である馨も包帯を巻くという設定が出されたが、見分けがつかなくなるからと却下された。
伊勢薰（いせ かおる）
声 - 藤城和真 / 赤羽根健治
館林の部下で、馨の双子の弟。無邪気だが、残酷な発言をするなど狂気じみた一面を持つ。館林の感情を代弁することが多い。
事故で大けがを負ったため、左目に眼帯をし、体の一部に包帯を巻いている。
時任灯子（ときとう とうこ）
声 - カブキダイ子
館林の部下で、死霊を呼び出す能力を持つ館林隊唯一の女性。
雄真（ゆうま）
声 - ヤマコバ / 山田浩貴
館林の部下で、特殊能力を持つ。

## スタッフ
PC版
- 原画 - 敷田歳
- シナリオ - 中条ローザ
- 音楽 - 六弦アリス
- 企画原案/ディレクター - 御雄幸路
- 制作 - Holicworks株式会社

PSP版
- キャラクターデザイン - 敷田歳
- シナリオ - 松竹梅
- 企画原案 - OperettaDue

## 関連CD
| 枚                 | 発売日         | タイトル                                                            | 規格品番   |        |
| 音楽CD             | 音楽CD         | 音楽CD                                                              | 音楽CD     | 音楽CD |
| ------------------ | -------------- | ------------------------------------------------------------------- | ---------- | ------ |
| 1                  | 2013年3月1日   | 大正メビウスライン オリジナルサウンドトラック 帝國音樂集（CD2枚組） | TMCD-001A  |        |
| 2                  | 2016年5月31日  | 大正メビウスライン帝都備忘録 サウンドトラック 祝詞                  | TMFDCD-OST |        |
| ドラマCD           |                |                                                                     |            |        |
| 1                  | 2013年4月26日  | 大正メビウスライン ドラマCD〜ミサキ編〜 神の棲む村                  | TMCD-002   |        |
| 2                  | 2013年5月31日  | 大正メビウスライン ドラマCD〜千家編〜 瞳の中の楽園                  | TMCD-003   |        |
| 3                  | 2013年6月28日  | 大正メビウスライン ドラマCD〜時雨編〜 君に捧ぐ傷                    | TMCD-005   |        |
| 4                  | 2013年8月16日  | 大正メビウスライン ドラマCD〜館林編〜 帝都擾乱                      | TMCD-006   |        |
| 5                  | 2017年9月29日  | 大正メビウスライン帝都備忘録ドラマCD ミサキ編 神の呼び声            | TMCD-010   |        |
| 6                  | 2017年10月31日 | 大正メビウスライン帝都備忘録ドラマCD 時雨編 過去へ送る名            | TMCD-011   |        |
| 7                  | 2017年11月30日 | 大正メビウスライン帝都備忘録ドラマCD 館林編 帝都霊異記              | TMCD-012   |        |
| 8                  | 2017年12月22日 | 大正メビウスライン帝都備忘録ドラマCD 千家編 彼方者からの囁き        | TMCD-013   |        |
| 祝詞CD             |                |                                                                     |            |        |
| 1                  | 2013年5月31日  | 大正メビウスライン 帝國祝詞大全 ～京一郎帝國日記付～                | TMCD-004   |        |
| コラボレーションCD |                |                                                                     |            |        |
| 1                  | 2015年5月22日  | 東京メビウスライン〜天現寺橋怜の場合〜                              | TOCD-006   |        |
| 2                  | 2015年5月22日  | 東京メビウスライン〜柊京一郎の場合〜                                | TOCD-007   |        |
| 3                  | 2016年5月31日  | 東京メビウス綺譚                                                    | TMKCD-001  |        |

## 関連書籍
| 発売日         | タイトル                                               | ISBN                |
| ファンブック   | ファンブック                                           | ファンブック        |
| -------------- | ------------------------------------------------------ | ------------------- |
| 2015年11月14日 | 大正メビウスライン公式VFB帝都神話読本                  | ISBN 978-4776796640 |
| 2018年4月20日  | 大正メビウスライン帝都備忘録公式ビジュアルファンブック | ISBN 978-4776796961 |
| コミカライズ   |                                                        |                     |
| 2018年3月26日  | 大正メビウスライン -千家伊織編-                        | ISBN 978-4864952217 |

## テレビアニメ
『大正メビウスライン ちっちゃいさん』のタイトルで2017年10月より12月までTOKYO MX、テレ玉にて放送された。『大正メビウスライン てれびあにめ 大正ちっちゃいさん』『大正ちっちゃいさん』などとも表記される。

### スタッフ
- 原作 - 大正メビウスラインVitable
- 監督 - 渡部周
- シリーズ構成 - 御雄幸路
- キャラクター原案 - 敷田歳、斗目
- キャラクターデザイン - minatsu
- SDキャラクターデザイン - 中野一
- 美術監督 - 三宅昌和
- 色彩設計 - 中川昭洋
- 撮影監督 - 高橋圭佑
- 編集 - 須藤瞳
- 音響監督 - くぼぞのまりこ
- 音響監修 - 小林克良
- 音楽 - 六弦アリス
- アニメーション制作 - studio A-CAT
- 製作 - ちっちゃいいいんかい

### 主題歌
オープニングテーマ「求むる事は罪なのか」
作詞・作曲・編曲 - 六弦A助 / 歌 - 櫻井アンナ
エンディングテーマ1「笑顔の縁」
作詞・作曲・歌 - 早川諒 / 編曲 - 世渡シティボーイ
エンディングテーマ2「宵に謳えば」
作詞・作曲・歌 - 早川諒
エンディングテーマ3「乾笑ソリロクィ」
作詞・作曲・歌 - 早川諒

### 各話リスト
| 話数     | サブタイトル             | 脚本       | 絵コンテ | 演出     | 作画監督           |
| -------- | ------------------------ | ---------- | -------- | -------- | ------------------ |
| 第壱話   | 運命の上京               | 日暮茶坊   | 渡部周   | 渡部周   | 浦島美紀           |
| 第弐話   | 帝都の死霊               | 日暮茶坊   | 渡部周   | 渡部周   | 大森理恵           |
| 第参話   | 陸軍遊軍                 | 日暮茶坊   | 渡部周   | 渡部周   | 古徳真美           |
| 第四話   | ノブレス・オブ・リージュ | 日暮茶坊   | 渡部周   | 渡部周   | 浦島美紀           |
| 第五話   | 根の路                   | 竜仲スグル | 渡部周   | 渡部周   | 大森理恵           |
| 第六話   | 死霊とは                 | 竜仲スグル | 渡部周   | 渡部周   | 古徳真美           |
| 第七話   | 邂逅                     | 竜仲スグル | 渡部周   | 渡部周   | 浦島美紀           |
| 第八話   | 戦う為に                 | 竜仲スグル | 渡部周   | 渡部周   | 古徳真美、大森理恵 |
| 第九話   | 問われ、問う             | 佐藤マーコ | 前嶋弘史 | 前嶋弘史 | 八田、福江光恵     |
| 第十話   | 是も非も                 | 佐藤マーコ | 前嶋弘史 | 前嶋弘史 | 八田               |
| 第十壱話 | 先に見えた光             | 佐藤マーコ | 渡部周   | 渡部周   | 福江光恵           |
| 第十弐話 | 大正メビウスライン       | 佐藤マーコ | 渡部周   | 渡部周   | 浦島美紀           |

### 放送局
| 放送期間                  | 放送時間           | 放送局   | 対象地域 |
| ------------------------- | ------------------ | -------- | -------- |
| 2017年10月6日 - 12月22日  | 金曜 21:54 - 22:00 | TOKYO MX | 東京都   |
| 2017年10月13日 - 12月29日 | 金曜 1:30 - 1:35   | テレ玉   | 埼玉県   |

| 配信期間                 | 配信時間        | 配信サイト |
| ------------------------ | --------------- | ---------- |
| 2017年10月6日 - 12月22日 | 金曜 22:00 更新 | GYAO!      |